# Fak-fak
Fak-fak (Fakfak) – miasto w Indonezji na Nowej Gwinei w prowincji Papua Zachodnia.
Leży na półwyspie Ptasia Głowa nad morzem Seram; ok. 10 tys. mieszkańców.
Jedno z najstarszych osiedli na Nowej Gwinei; ośrodek administracyjny dystryktu Fak-fak; ośrodek turystyczny; malowniczo położone na zboczach wzgórza z pięknym widokiem na morze i leżącą naprzeciw wyspę Pulu Pandjang; jedną z atrakcji jest hodowla diugoni.
W czasie II wojny światowej okupowane przez Japończyków.